# Ken (Vorname)
Ken ist ein männlicher Vorname, der vor allem im englischen Sprachraum verbreitet ist. Er bildet die Kurzform des Vornamens Kenneth. Daneben gibt es die japanischen Namen Kenichi, welche als Ken im lateinischen Alphabet ausgeschrieben werden.

## Namensträger

### A
- Ken Adam (1921–2016), deutsch-britischer Szenenbildner
- Ken Akamatsu (* 1968), japanischer Manga-Zeichner und Autor
- Ken Aldcroft (1969–2016), kanadischer Jazz- und Improvisationsmusiker
- Ken Anderson (* 1976), US-amerikanischer Wrestler
- Ken Annakin (1914–2009), britischer Filmregisseur
- Ken Aston (1915–2001), britischer Fußballschiedsrichter

### B
- Ken Brader (1954–2024), US-amerikanischer Jazztrompeter
- Ken Bruen (1951–2025), irischer Schriftsteller
- Ken Burns (Kenneth Lauren Burns; * 1953), US-amerikanischer Dokumentarfilmer

### C
- Ken Chaney (1938–2012), US-amerikanischer Jazzpianist und Musikpädagoge
- Ken Colyer (1928–1988), britischer Jazz- und Skifflemusiker
- Ken Curtis (1916–1991), US-amerikanischer Countrysänger

### D
- Ken Daneyko (* 1964), kanadischer Eishockeyspieler
- Ken Doane (* 1986), US-amerikanischer Wrestler
- Ken Doherty (John Kenneth Doherty; 1905–1996), US-amerikanischer Zehnkämpfer
- Ken Doherty (* 1969), irischer Snookerspieler
- Ken Dodd (1927–2018), britischer Schauspieler und Entertainer
- Ken Dryden (* 1947), kanadischer Eishockeyspieler
- Ken Duken (* 1979), deutscher Schauspieler

### F
- Ken Follett (* 1949), britischer Schriftsteller
- Ken Foree (* 1948), US-amerikanischer Schauspieler

### G
- Ken Gibson (1939/40–2015), britischer Musiker und Arrangeur
- Ken Griffey junior (* 1969), US-amerikanischer Baseballspieler

### H
- Ken Hensley (1945–2020), britischer Musiker, Leader der Band Uriah Heep
- Ken Houston (Kenneth Ray Houston; * 1944), US-amerikanischer Footballspieler und -trainer
- Ken Houston (Kenneth Lyle Houston; 1953–2018), kanadischer Eishockeyspieler
- Ken Holland (* 1955), kanadischer Eishockeyspieler

### I
- Ken Ishii (* 1970), japanischer Techno-DJ und Musikproduzent
- Ken Ishikawa (1948–2006), japanischer Manga-Zeichner und Autor

### J
- Ken Jebsen (* 1966),  deutscher Webvideoproduzent, Aktivist und Journalist
- Ken Henry Johnsen (* 1975), norwegischer Fußballschiedsrichter
- Ken Johnson (1914–1941), britischer Tänzer und Bandleader
- Ken Johnson (* 1978), US-amerikanischer Basketballspieler

### K
- Ken Kaikō (1930–1989), japanischer Schriftsteller
- Ken Kercheval (1935–2019), US-amerikanischer Schauspieler
- Ken Kesey (1935–2001), US-amerikanischer Schriftsteller
- Ken Kutaragi (* 1950), Manager bei Sony Computer Entertainment Inc.

### L
- Ken Leemans (* 1983), belgischer Fußballspieler
- Ken Livingstone (* 1945), Politiker, als Mayor of London bekannt geworden
- Ken Loach (* 1936), britischer Regisseur und Drehbuchautor
- Ken Lovsin (* 1966), kanadischer Eishockeyspieler

### M
- Ken MacLeod (* 1954), britischer Science-Fiction-Autor
- Ken Marshall (* 1950), US-amerikanischer Schauspieler
- Ken Matthews (1934–2019), britischer Leichtathlet
- Ken Mattingly (1936–2023), US-amerikanischer Astronaut
- Ken McArthur (1882–1960), südafrikanischer Marathonläufer und Olympiasieger
- Ken McGregor (1929–2007), australischer Tennisspieler

### N
- Ken Norton (1943–2013), US-amerikanischer Boxer
- Ken Norton junior (* 1966), US-amerikanischer Footballspieler

### O
- Ken Owers (* 1953), englischer Snookerspieler

### P
- Ken Page (1954–2024), US-amerikanischer Schauspieler und Sänger
- Ken Patera (* 1942), US-amerikanischer Gewichtheber und Wrestler

### R
- Ken Read (* 1955), kanadischer Skirennläufer
- Ken Robinson (1950–2020), britischer Pädagoge und Autor
- Ken Robinson (* 1963), US-amerikanischer Sprinter
- Ken Rosewall (* 1934), australischer Tennisspieler
- Ken Russell (1927–2011), britischer Schauspieler und Produzent
- Ken Russell (1935–2014), US-amerikanischer American-Football-Spieler

### S
- Ken Sakamura (* 1951), japanischer Professor der Informatik
- Ken Salazar (* 1955), US-amerikanischer Politiker
- Ken Salvo (1947–2021), US-amerikanischer Jazzmusiker
- Ken Saro-Wiwa (1941–1995), nigerianischer Bürgerrechtler und Schriftsteller
- Ken Shamrock (* 1964), US-amerikanischer Wrestler
- Ken Stott (* 1955), britischer Schauspieler

### T
- Ken Takakura (1931–2014), japanischer Schauspieler
- Ken Taylor (* 1952), deutscher Bassist, Songwriter und Komponist
- Ken Thomas, US-amerikanischer Schauspieler
- Ken Thompson (* 1943), US-amerikanischer Informatiker
- Ken Thorne (1924–2014), britischer Komponist für Filmmusik
- Ken Tyrrell (1924–2001), britischer Rennfahrer und Gründer des Formel-1-Teams Tyrrell

### V
- Ken Vandermark (* 1964), US-amerikanischer Jazzmusiker

### W
- Ken Wahl (* 1954), US-amerikanischer Schauspieler
- Ken Watanabe (* 1959), japanischer Schauspieler
- Ken Weeks (* 1913), australischer Supercentenarian und älteste in Australien lebende Person
- Ken Wessel (* 1956), US-amerikanischer Jazzgitarrist und Musikpädagoge
- Ken Wharton (1916–1957), britischer Rennfahrer
- Ken Whyld (1926–2003), britischer Autor und Historiker im Bereich Schach
- Ken Wilber (* 1949), US-amerikanischer Schriftsteller

## Weiteres
- Ken (Barbie), Name einer Spielzeugpuppe der Firma Mattel, siehe Barbie